# Lucy (sonda espacial)
Lucy es una sonda espacial, proyecto de la NASA, cuyo objetivo es estudiar cinco asteroides troyanos de Júpiter, que orbiten tanto delante como detrás del planeta.
Su elección como proyecto factible se realizó el 4 de enero de 2017, junto con la misión Psyche y con las misiones 13 y 14 del Programa Discovery de la NASA, respectivamente.
La misión lleva el nombre del esqueleto de homínido 'Lucy', porque el estudio de los troyanos podría revelar los "fósiles de formación de planetas": materiales que se agruparon en el inicio de los tiempos del sistema solar para formar planetas y otros cuerpos. El Australopithecus en sí, a su vez, fue nombrado por una canción de Los Beatles, "Lucy in the Sky with Diamonds". El instrumento L'TES de la sonda lleva un disco de diamantes sintéticos.

## Resumen
El lanzamiento de la sonda fue realizado el 16 de octubre de 2021 para llegar a su destino, el punto de Lagrange L4, donde está localizada la nube de troyanos (grupo de asteroides que orbita alrededor de 60° por delante de Júpiter) en el año 2027. Pero antes sobre 2025, sobrevolará por el asteroide del cinturón principal interno (52246) Donaldjohanson, que recibió su nombre del paleoantropólogo descubridor del homínido fósil Lucy. Una vez en llegue a L4 sobrevolará cuatro asteroides troyanos, (3548) Eurybates, (15094) Polymele, (11351) Leucus y (21900) Orus. Después regresará a las proximidades de la Tierra, donde recibirá asistencia gravitatoria para llevarlo al punto de Lagrange L5, donde está situada la otra nube de troyanos (que se encuentra a unos 60° detrás de Júpiter), allí sobrevolará el troyano binario (617) Patroclus que navega con su satélite '(617) Patroclus I Menoetius'. Tras ello, alternará entre los puntos L4 y L5 una vez cada 6 años aproximadamente.
A bordo lleva tres instrumentos: un generador de imágenes visible de alta resolución, un espectrómetro de imágenes ópticas y de infrarrojo cercano y un espectrómetro infrarrojo térmico.
Harold F. Levison del Instituto de Investigación del Suroeste en Boulder, Colorado, es el Investigador Principal con Catherine Olkin que es la Vice Investigadora Principal de la misión. El Centro de vuelo espacial Goddard de la NASA administrará el proyecto.
La exploración de los troyanos de Júpiter era una de las metas con más alta prioridad publicada en el Planetary Science Decadal Survey.
Los troyanos de Júpiter han sido observados por telescopios terrestres y el Wide-field Infrared Survey Explorer "oscuro con ... superficies que reflejan poca luz solar". Júpiter está a 5,2 UA (780 millones de km; 480 millones de mi) del Sol, aproximadamente cinco veces la distancia Tierra-Sol. Los troyanos de Júpiter están a una distancia similar, pero pueden estar más lejos o más cerca del Sol, dependiendo de dónde se encuentren en sus órbitas. Puede haber tantos troyanos como asteroides en el cinturón de asteroides.

## Carga útil
La carga útil en la sonda incluye los siguientes instrumentos:
- L'Ralph: Cámara visible y a color (0,4-0,85 μm) y un mapeador espectroscópico infrarrojo (1-3,6 μm). L'Ralph se basa en el instrumento Ralph en New Horizons y se construirá en Goddard Space Flight Center . Se utilizará para medir silicatos, hielos y compuestos orgánicos en la superficie.

- L'LORRI: el generador de imágenes de reconocimiento de rango amplio es el generador de imágenes visible de alta resolución espacial.

- L'TES : es el espectrómetro de emisión térmica. Es similar a los instrumentos que vuelan en OSIRIS-REx y Mars Global Surveyor. Este espectrómetro infrarrojo (6-75 micrones) permitirá al equipo de Lucy conocer mucho más sobre las propiedades de los troyanos

- La antena de alta ganancia determinará la masa de los troyanos utilizando el hardware de radiocomunicaciones de la nave espacial y  para medir los efectos Doppler.